# Уленкуль
Уленкуль (тат. Үләнкүл) — село в Большереченском районе Омской области. Административный центр Уленкульского сельского поселения.

## История
В 1928 году состояло из 70 хозяйств, основное население — бухарцы. Центр Уленкульского сельсовета Евгащинского района Тарского округа Сибирского края.

## Население
| 1926 | 2002 | 2010 | 2021 |
| ---- | ---- | ---- | ---- |
| 326  | ↗683 | ↘613 | ↘409 |